# 博本塔尔
博本塔尔是德国莱茵兰-普法尔茨州的一个市镇。总面积21.24平方公里，总人口328人，其中男性177人，女性151人（2011年12月31日），人口密度15人/平方公里。

博本塔尔 - Bobenthal
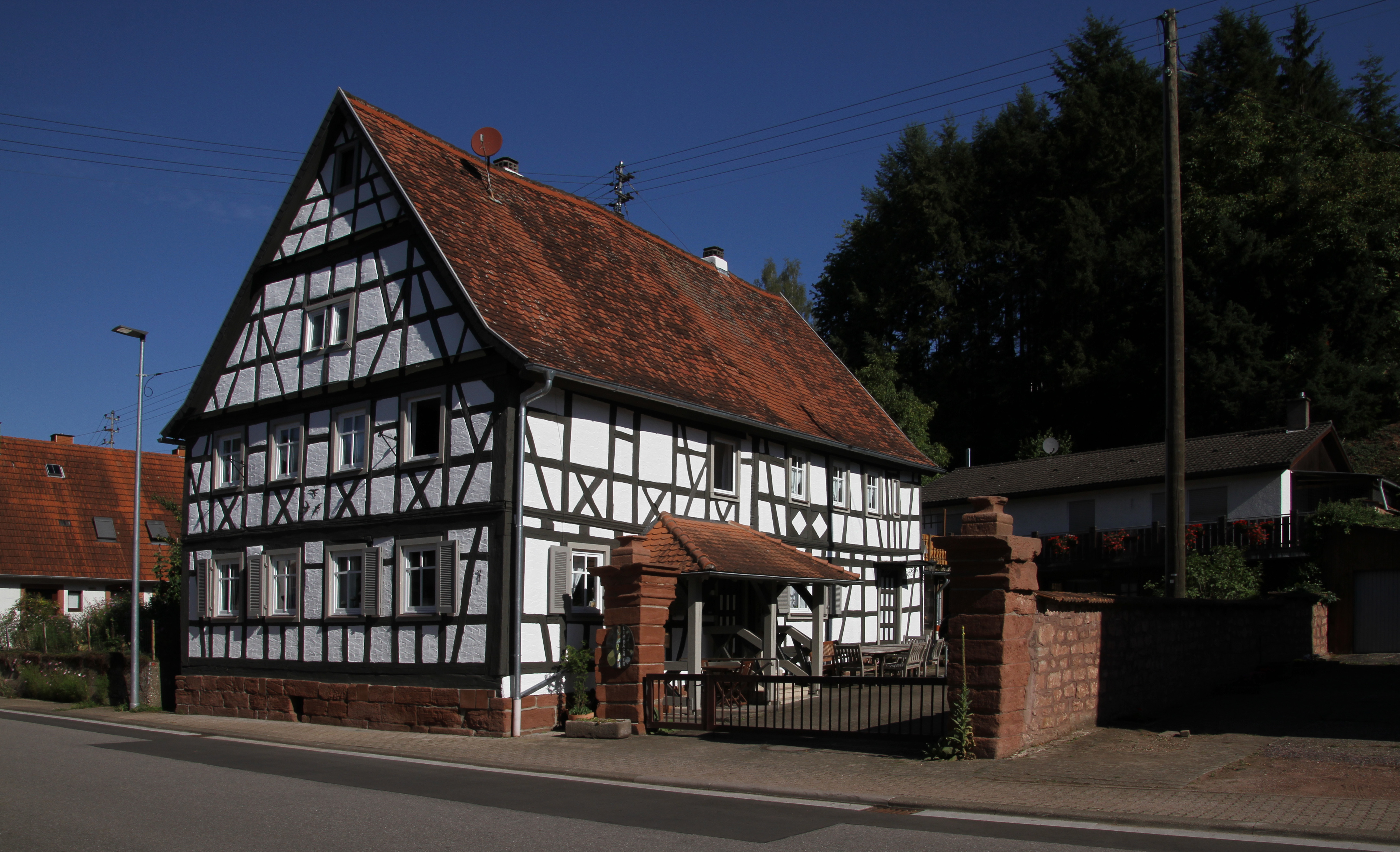
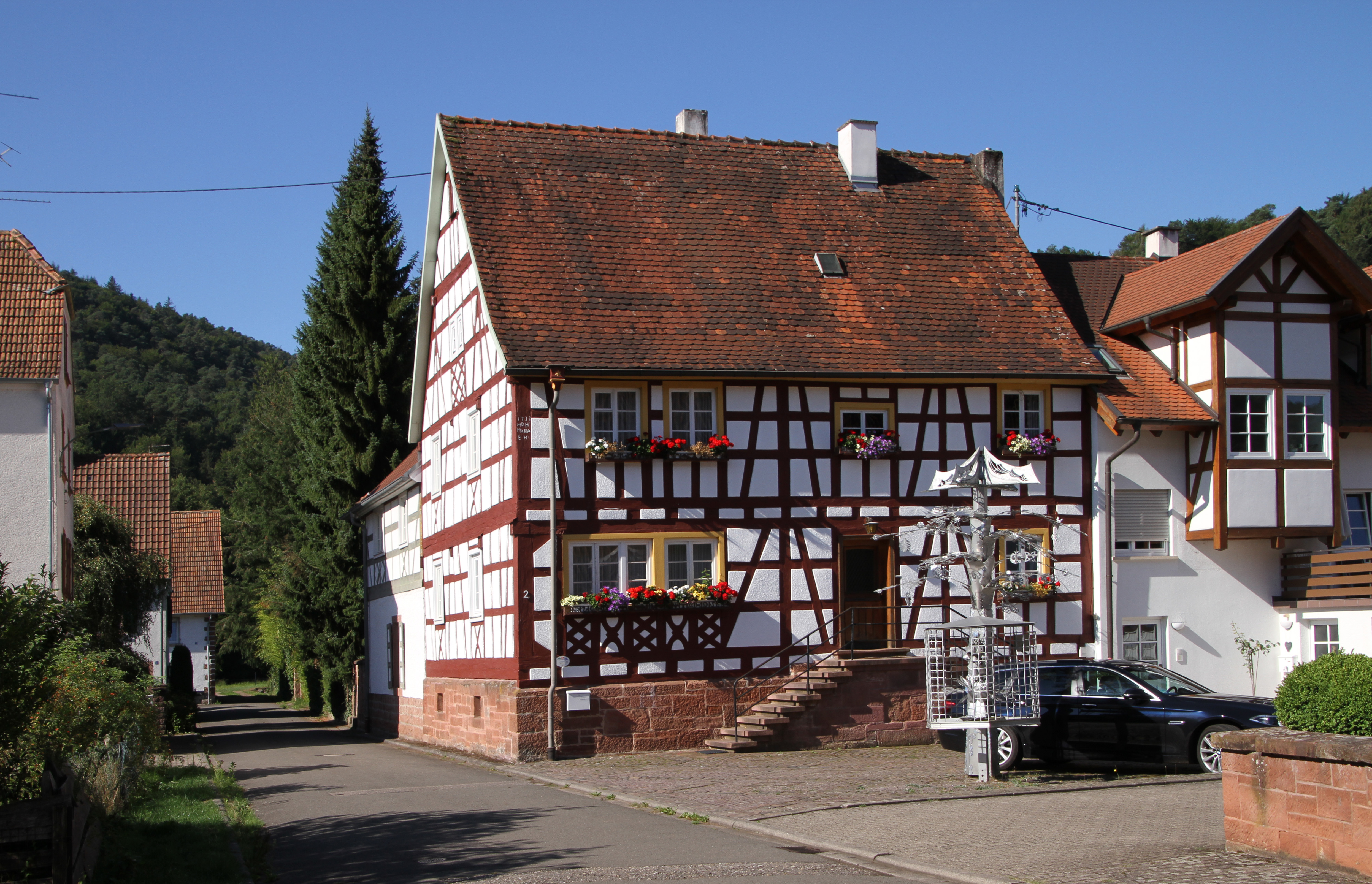
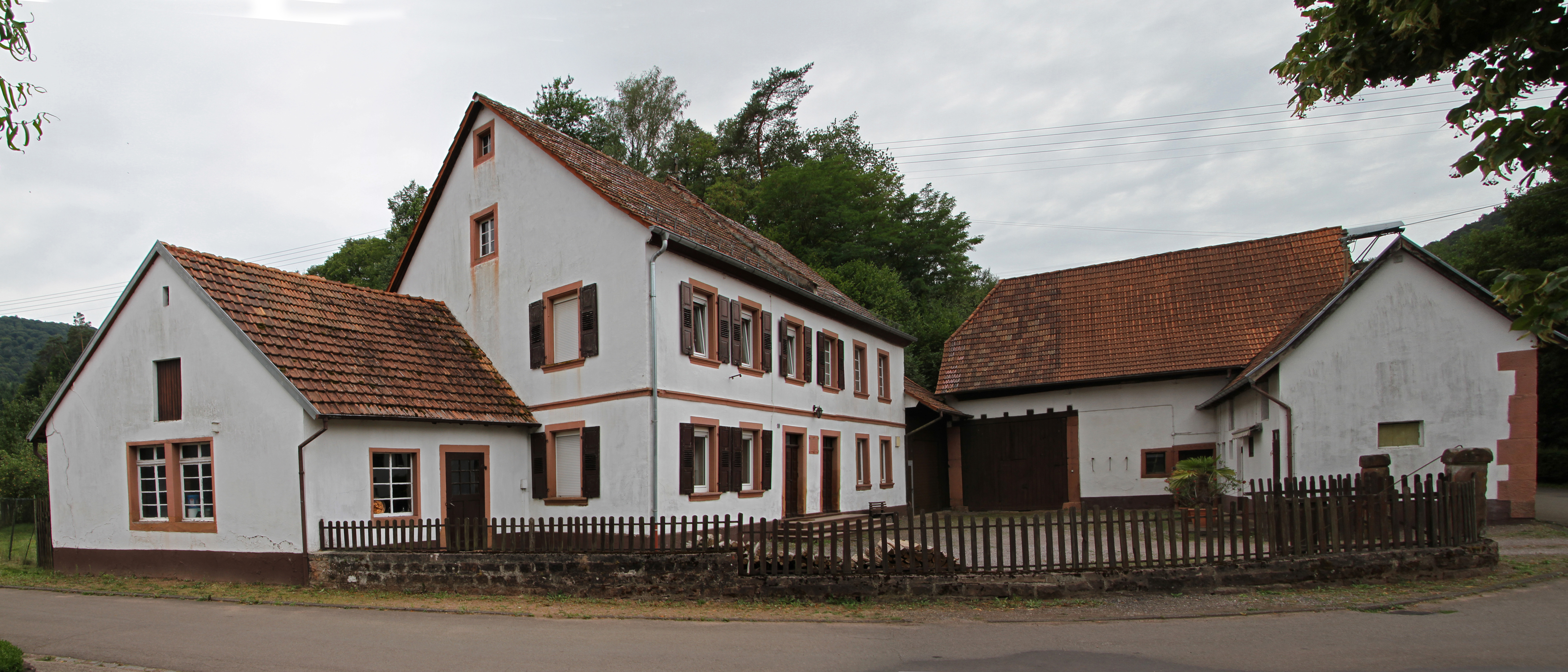
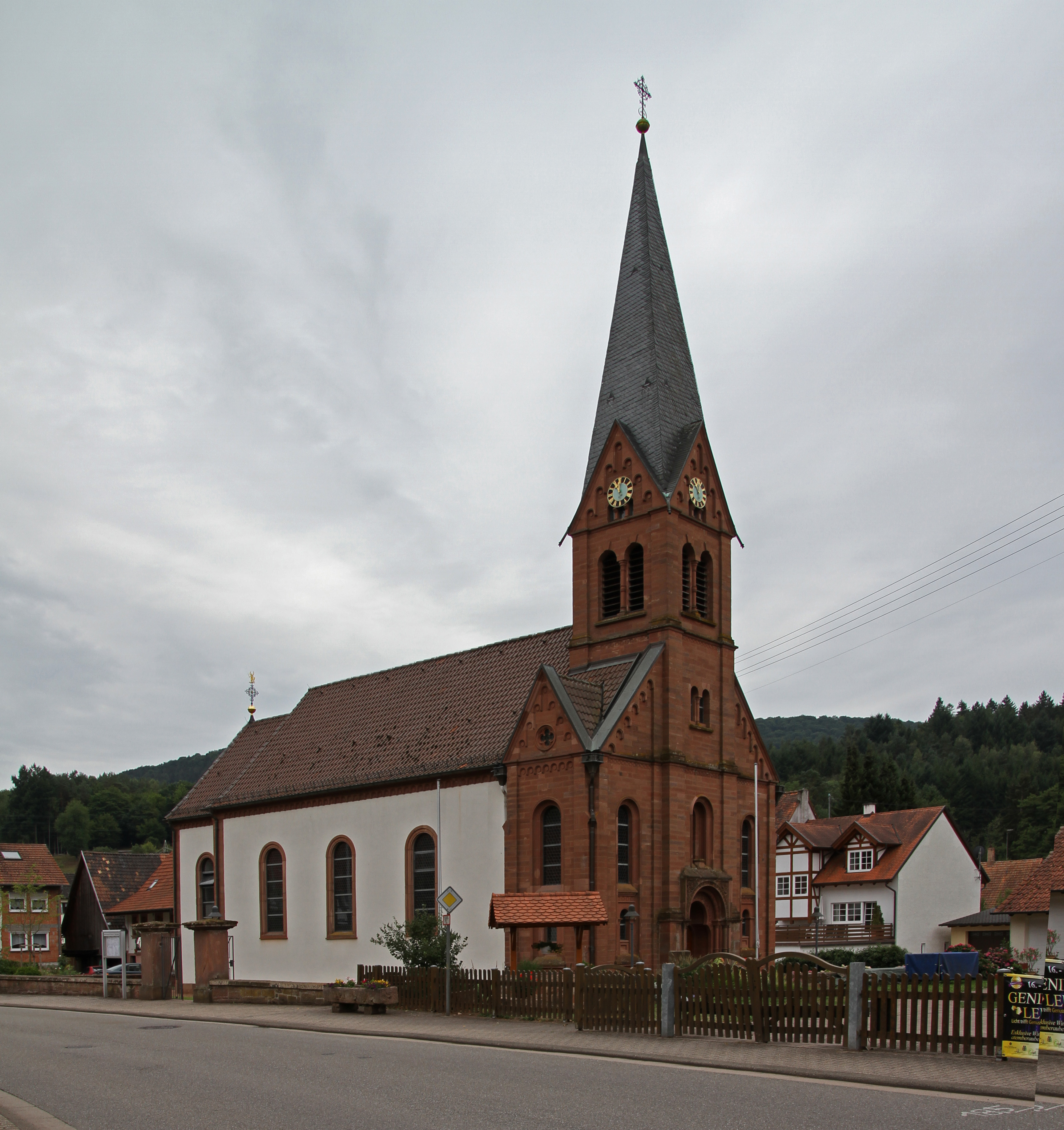
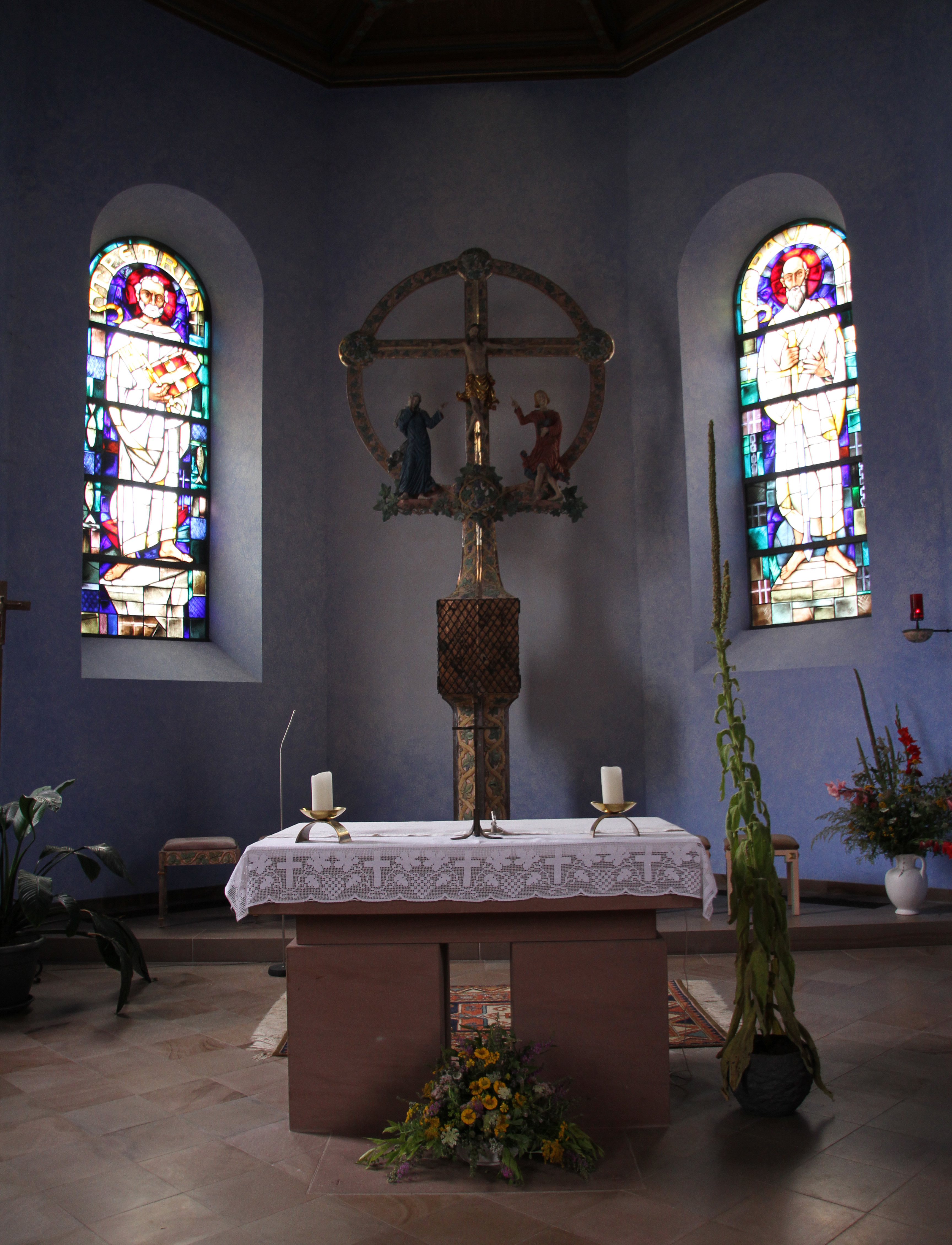
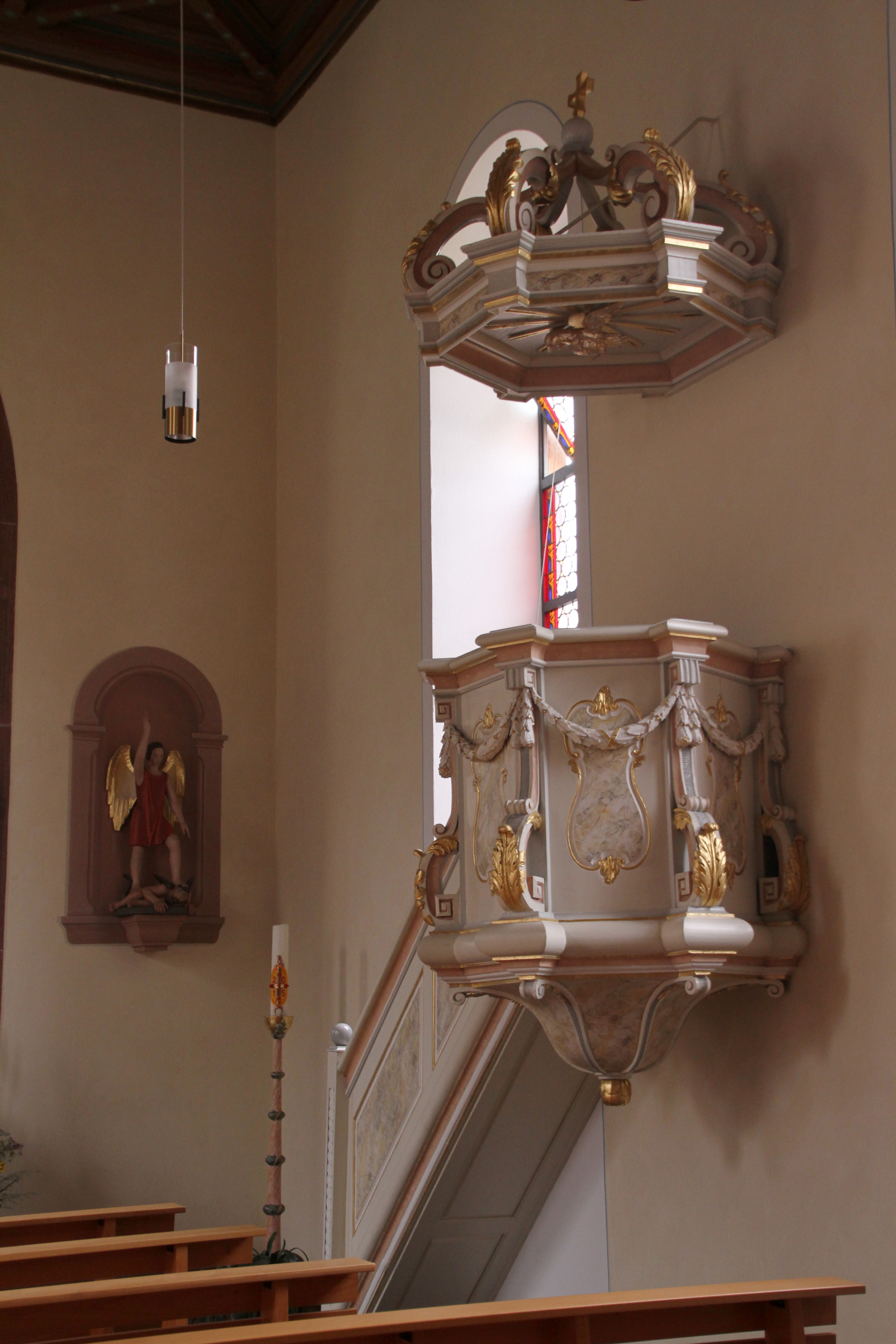
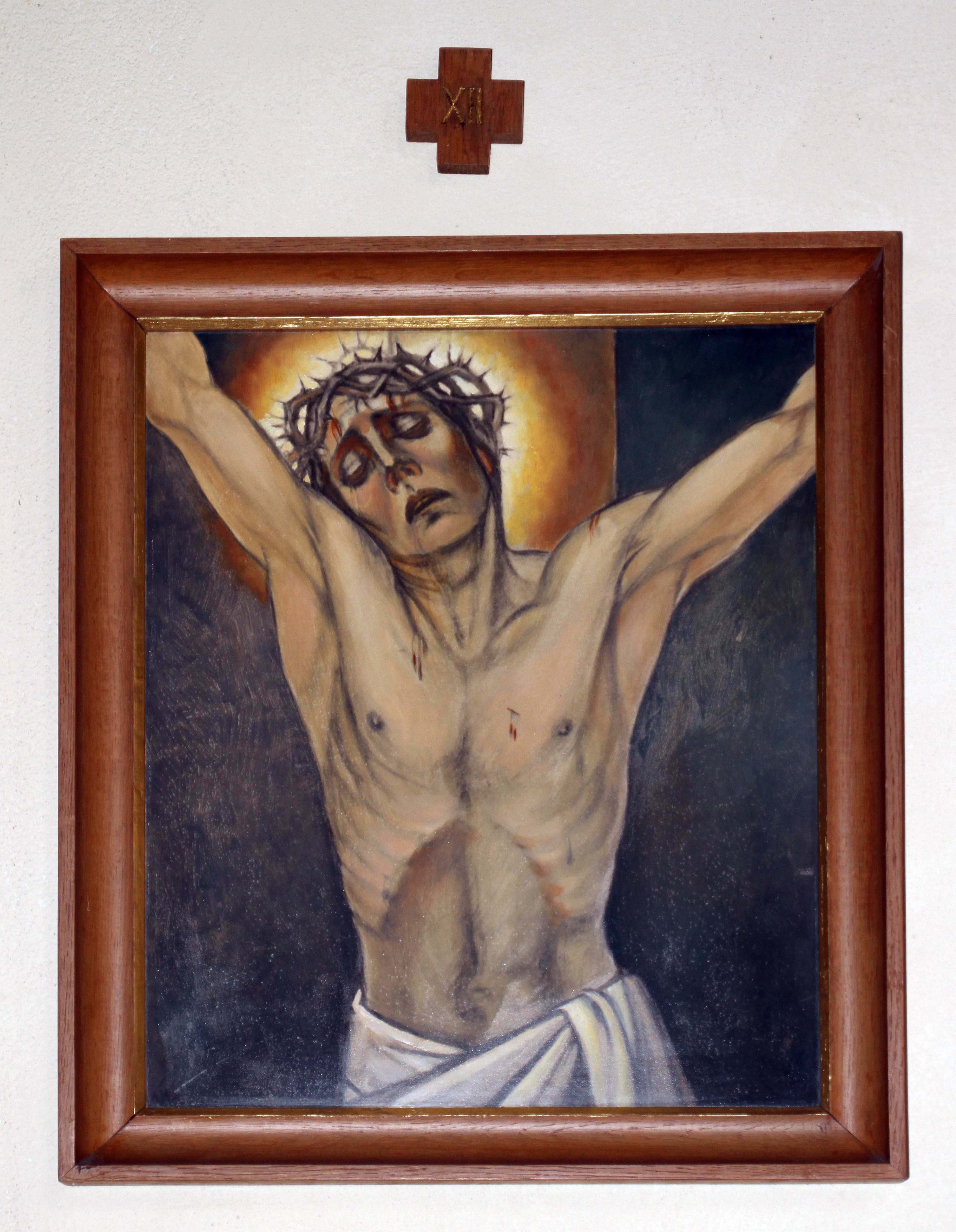
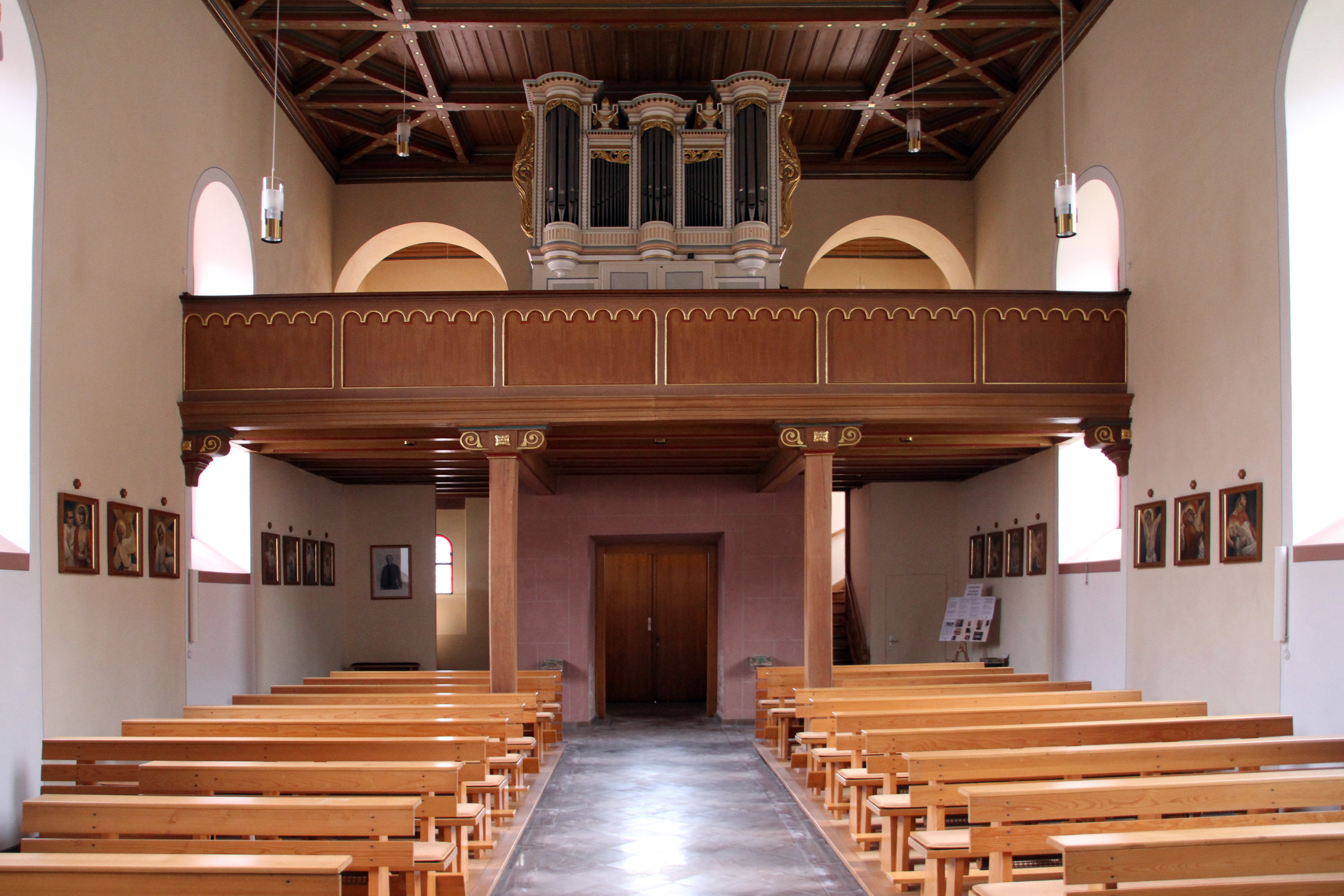